# Чиканас
Чикана́с — село в Арском районе Татарстана Российской Федерации. Входит в Новокырлайское сельское поселение.

## География
Находится в северо-западной части Татарстана на расстоянии приблизительно 12 км по прямой на север-северо-запад от районного центра города Арск у речки Верезинка.

## История
Известно с 1678 года как Алич Тархан. 
В «Списке населенных мест по сведениям 1859 года», изданном в 1866 году, населённый пункт упомянут как казённая деревня Алич-Тархан (Чиканясь) 2-го стана Казанского уезда Казанской губернии. Располагалась при речке Верезинке, по левую сторону Сибирского почтового тракта, в 70 верстах от губернского города Казани и в 12 верстах от становой квартиры в заштатном городе Арске. В деревне в 37 дворах жили 349 человек (172 мужчины и 177 женщин). Была мечеть.
В 1889 году здесь была построена мечеть. В 1920-е годы село приняло современное название.

## Население
Постоянных жителей было: в 1782 — 48 душ мужского пола, в 1859—349 человек, в 1897—599, в 1908—620, в 1920—651, в 1926—681, в 1938—679, в 1958—484, в 1970—445, в 1979—366, в 1989—302, 308 в 2002 году (татары 100 %), 304 в 2010.